# 727 Naval Air Squadron
727ème Escadron aéronaval
Le 727 Naval Air Squadron ou 727 NAS est un escadron de formation du Fleet Air Arm de la Royal Navy. Il est basé au Royal Naval Air Station Yeovilton (RNAS Yeovilton) dans le Somerset en Angleterre. L'escadron a été formé en 1943, dissout et reformé plusieurs fois, et recréé en 2001. 
Il exploite actuellement le Grob Tutor, dont le rôle principal est de fournir une formation de pilotage élémentaire et de formation aux pilotes de la Royal Navy et aux Royal Marines en formation.

## Historique

### Origine
Le 727 Naval Air Squadron a été formé le 26 mai 1943 à Gibraltar en tant qu'unité des besoins de la flotte couvrant la zone nord-africaine de Bizerte à Alger. L'escadron était équipé pour le remorquage de cible du Boulton Paul Defiant, du Fairey Swordfish et du Hawker Hurricane IIc. L'escadron a été dissout le 7 décembre 1944.

### Après-guerre
Le 727 NAS a été reformé le 23 avril 1946 au RNAS Lee-on-Solent (en) avec des avions d'entrainement Tiger Moth, Supermarine Seafire, North American Harvard et un Fairey Firefly. Il proposait des cours de familiarisation aux officiers subalternes de la Royal Navy et des Royal Marines qui n'étaient pas des spécialistes de l'aviation.
Dissout le 17 janvier 1950, l'escadron a été réformé le 4 janvier 1956 sous le nom de Dartmouth Cadet Air Training Squadron. Opérant désormais à partir du RNAS Brawdy (en), dans le Pembrokeshire, l'escadron a piloté des Boulton Paul Balliol, des de Havilland Vampire et un Percival Prince (en). Deux hélicoptères Westland Dragonfly (en) ont été fournis en septembre 1958, mais l'escadron a été dissout le 16 décembre 1960.

### Royal Naval Flying Training Flight

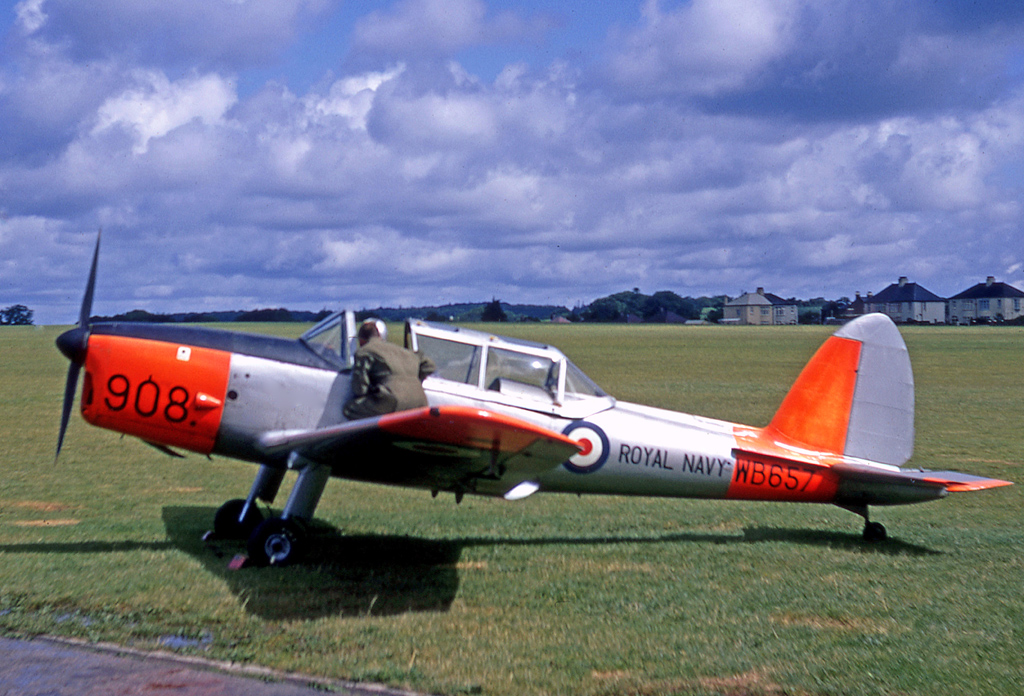
De Havilland Chipmunk à Plymouth en 1969

Depuis 1949, le Britannia Royal Naval College de Dartmouth exploite des avions légers pour le vol récréatif, ainsi que des camps de vol d'été avec le De Havilland Tiger Moth, le Taylorcraft Auster et le De Havilland Chipmunk. Les avions Miles Messenger et Miles Gemini (en) ont également été introduits. À cette époque, les avions étaient basés au RAF Roborough (en), à la périphérie de Plymouth. En 1966, le vol avait été stabilisé à 12 avions Chipmunk.

## Actuellement
L'escadron actuel a été créé le 6 décembre 2001 à partir du Royal Naval Flying Training Flight, initialement avec le de Havilland Chipmunk et plus tard avec le Grob Tutor, depuis l'aéroport de Plymouth.
En janvier 2007, l'escadron a été transféré au RNAS Yeovilton. 
Il soutient également le programme de bourses de vol "Flying Start" de la Royal Navy.

## Galerie
|                              |
| Boulton Paul Defiant en 1940 |

|                  |
| Hawker Hurricane |

|              |
| Miles Gemini |

|                |
| Fairey Firefly |